# Koninklijke Paketvaart Maatschappij

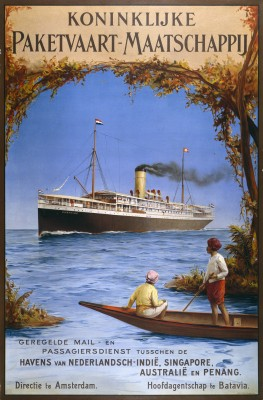
Plakat von 1910

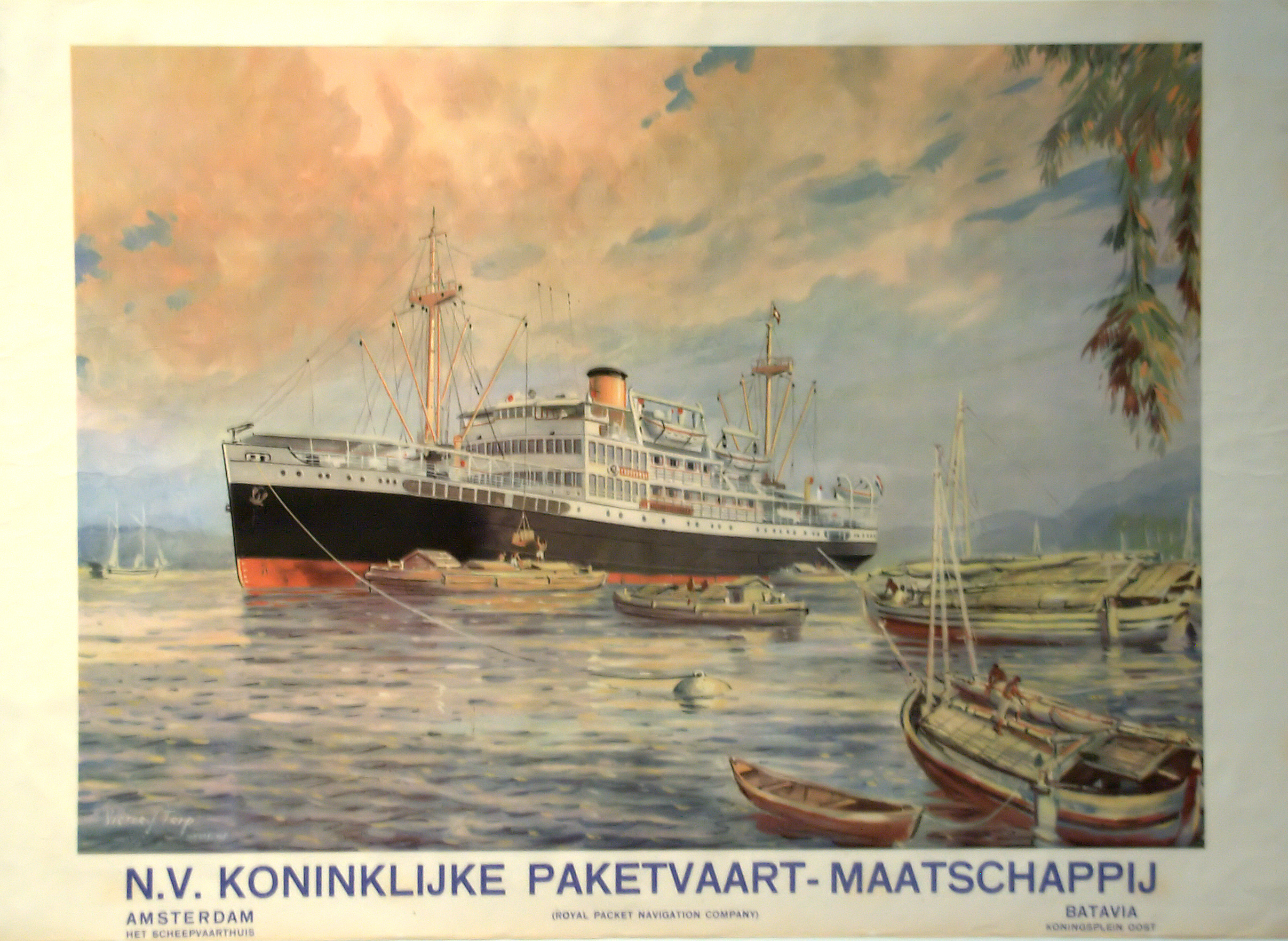
Plakat der KPM (Victor Trip) (Maritiem Museum Rotterdam)

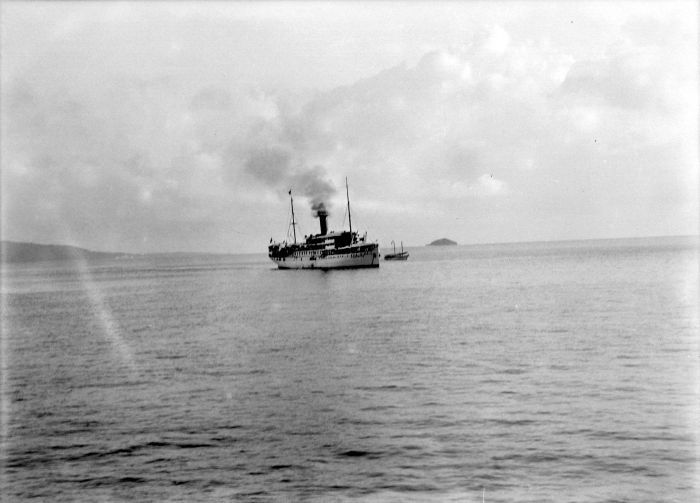
Der Dampfer Rumphius 1929 beim Krakatau.

Die Koninklijke Paketvaart Maatschappij (KPM) war eine niederländische Reederei. Formal war die KPM in Amsterdam ansässig, die Einsatzzentrale befand sich aber in Batavia (dem heutigen Jakarta), der Hauptstadt von Niederländisch-Indien. Die KPM bestand zwischen 1888 und 1966 und war hauptsächlich für den Unterhalt der Schiffsverbindungen von und nach Niederländisch-Indien sowie für die Versorgung des Hinterlandes dieses Kolonialgebietes zuständig. 1957 ging ein Teil der KPM in der staatlichen indonesischen Schifffahrtsgesellschaft Pelni auf, 1967 übernahm die Koninklijke Java-China-Paketvaart Lijnen (KJCPL) den verbliebenen Anteil.

## Gründung und Entwicklung
Die KPM wurde am 4. September 1888 in Amsterdam vom Rotterdamschen Lloyd (RL) und der Stoomvaart Maatschappij „Nederland“ (SMN, Dampfschifffahrtsgesellschaft Niederlande) gegründet. Die Amsterdamer Hauptverwaltung befand sich ab 1916 zusammen mit einigen anderen ortsansässigen Reedereien in einem Kontor des Schifffahrtshauses an der Prins-Hendrikkade. Die neue Gesellschaft übernahm einen Teil der Schiffe der Nederlandsch Indische Stoomvaart Maatschappij. Nach zwei Jahren Vorbereitung startete die KPM am 1. Januar 1891 mit der ersten planmäßigen Fahrt.
Das Unternehmen unterhielt in erster Linie Schiffsverbindungen für Passagier- und Frachttransport zwischen den Inseln von Niederländisch-Indien, die sogenannte inter-insuläre Fahrt. Der gebräuchliche Begriff für diese Art des fahrplanmäßigen Dienstes zwecks Beförderung von Passagieren, Post und Gütern war am Ende des 19. Jahrhunderts paketvaart. Die paketvaart wurde mit paketschepen (Paketschiffen) ausgeführt, wobei die Vorsilbe paket (im Niederländischen mit der Bedeutung postpakket) noch mit nur einem k geschrieben wurde; später wurde die allgemeine Schreibweise pakket, pakketvaart und pakketschepen eingeführt, der Eigenname der Reederei blieb aber unverändert bestehen.
Ab 1906 wurden auch Routen ausgehend vom indischen Archipel ins Ausland eingerichtet, die sogenannten buitenlijnen („Außenlinien“). Diese Linien bekamen häufig einen eigenen Namen, was den Anschein erweckte, dass sie eigenständige Unternehmen wären, doch tatsächlich standen sie unter der Direktion der KPM. So entstanden 1908 die Java-Australië Lijn (JAL), 1910 die Java-Siam Lijn (JSL) und 1915 die Deli-Straits-China Lijn (DSCL).
In der Zeit zwischen den beiden Weltkriegen wuchsen die Aktivitäten der Reederei derartig, dass die Flotte der KPM die des Rotterdamschen Lloyd und der SMN überholte. Sowohl in Bezug auf die Anzahl der Schiffe als auch die Tonnage betreffend wurde die KPM die größte Reederei der Niederlande. Im Zweiten Weltkrieg war es damit schlagartig zu Ende, die KPM kam aus dieser Zeit schwer beschädigt hervor.

## Niedergang
1947 wurden die buitenlijnen der KPM mit der selbstständigen Java-China-Japan Lijn (JCJL) zusammengeführt und am 1. Januar 1948 in eine neue Gesellschaft eingegliedert: die Koninklijke Java-China-Paketvaart Lijnen (KJCPL). Die KPM konzentrierte sich wieder ganz auf die inter-insulaire vaart. Doch dies wurde bald durch die Staatsgründung Indonesiens 1949 erschwert, die mit dem Wegfall der dortigen Kolonien einherging. Am 6. Dezember 1957 beschloss die indonesische Regierung, das dortige Unternehmen der KPM in Besitz zu nehmen und dem staatlichen Dienst Pelni einzuverleiben. Das wurde in der Nationalisierung in den Jahren 1958 bis 1960 umgesetzt, nachdem das indonesische Parlament dazu 1958 eine neue Gesetzgebung erlassen hatte. Nach etlichen Verwicklungen wichen die meisten Schiffe im April 1958 nach Singapur aus, wo dann auch die neue Einsatzzentrale eingerichtet wurde.
Eine Anzahl relativ kleiner Schiffe wurde verkauft und ein Teil des Personals entlassen. Mit den größeren und moderneren Schiffen probierte die geschrumpfte KPM, neue Fahrgebiete im Fernen Osten zu erschließen, wie den Pazifik, den Persischen Golf und das Mittelmeer.

## Fusion
Am 1. Januar 1967 fusionierte die KPM mit der Koninklijke Java-China-Paketvaart Lijnen (KJCPL). Tatsächlich handelte es sich eher um eine Übernahme des nach dem Verlust der buitenlijnen wiederaufgebauten Unternehmens. Die KPM brachte eine Flotte von 38 Schiffen mit einem Gesamtrauminhalt von 205.766 Bruttoregistertonnen in die KJCPL ein. Weitere Fusionen folgten 1970 mit einigen anderen niederländischen Reedereien, woraus Nedlloyd hervorging. Nedlloyd wurde 1996 Teil der Gesellschaft Royal P&O Nedlloyd, die 2005 in den Besitz der dänischen Reederei Mærsk Line überging.
Der niederländische Teil des KPM-Archives wurde dem Nationalen Archiv vom Nedlloyd übergeben, das indische Archiv ging bei der Beschlagnahme der Hauptzentrale größtenteils verloren. Die Kunstsammlung der KPM ist jetzt als Teil der Nedlloyd-collectie im Besitz der Stiftung Kunstbezit Koninklijke Nedlloyd, die die Sammlung als Leihgabe dem Maritiem Museum Rotterdam und dem Scheepvaart Museum Amsterdam überlassen hat.

## Trivia
In Niederländisch-Indien wurde die Abkürzung KPM oft scherzhaft verwendet für „Komt Pas Morgen“ („Kommt erst morgen“), wegen der wohl häufigen Verspätungen der KPM.